# Kutchubaea duckei
Kutchubaea duckei är en måreväxtart som beskrevs av Julian Alfred Steyermark. Kutchubaea duckei ingår i släktet Kutchubaea och familjen måreväxter. Inga underarter finns listade i Catalogue of Life.